# Entoloma minutoalbum
Entoloma minutoalbum är en svampart som beskrevs av E. Horak 1976. Entoloma minutoalbum ingår i släktet Entoloma och familjen Entolomataceae.   Inga underarter finns listade i Catalogue of Life.